# Dorfkirche Altthymen

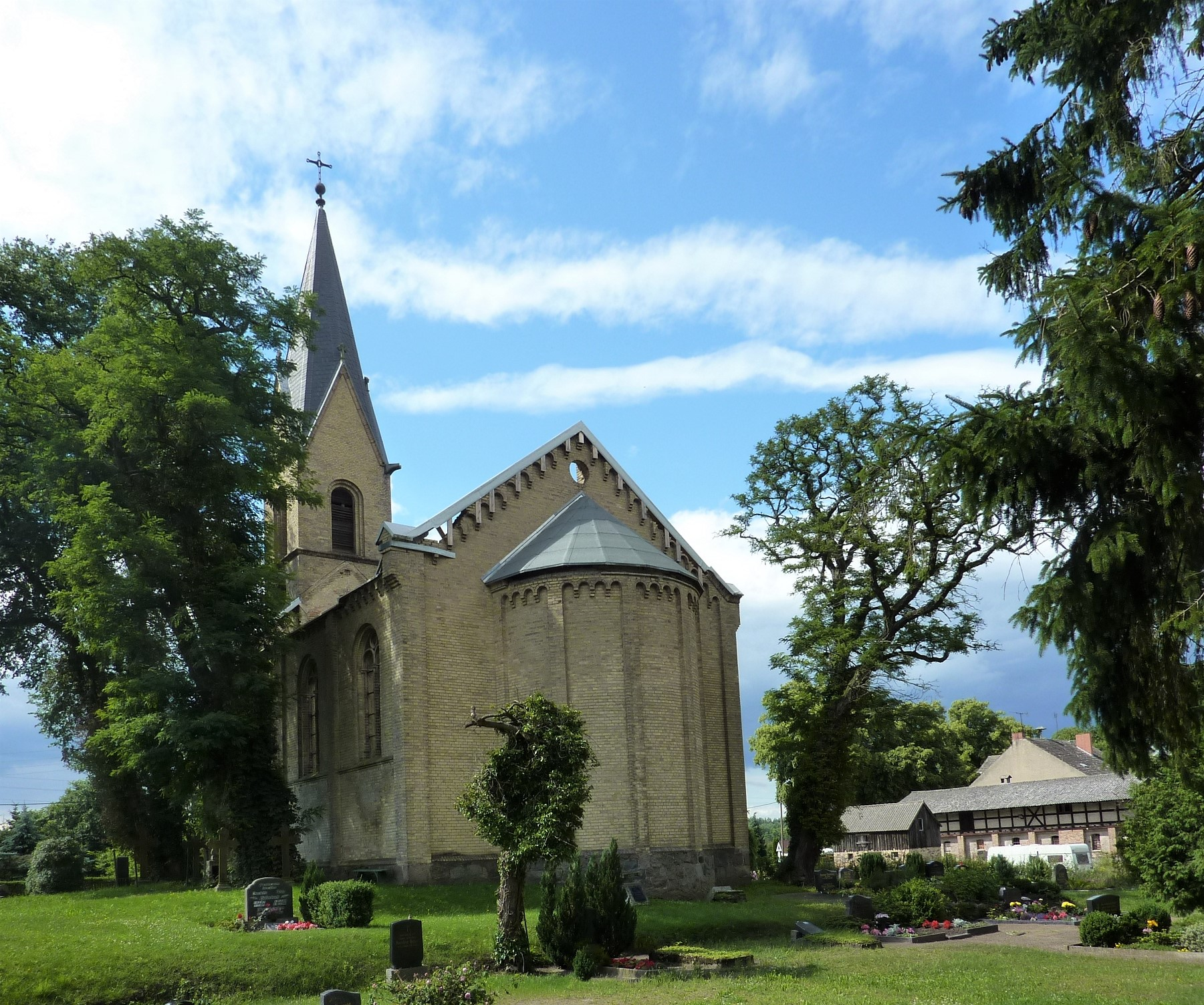
Die Dorfkirche nach der Renovierung

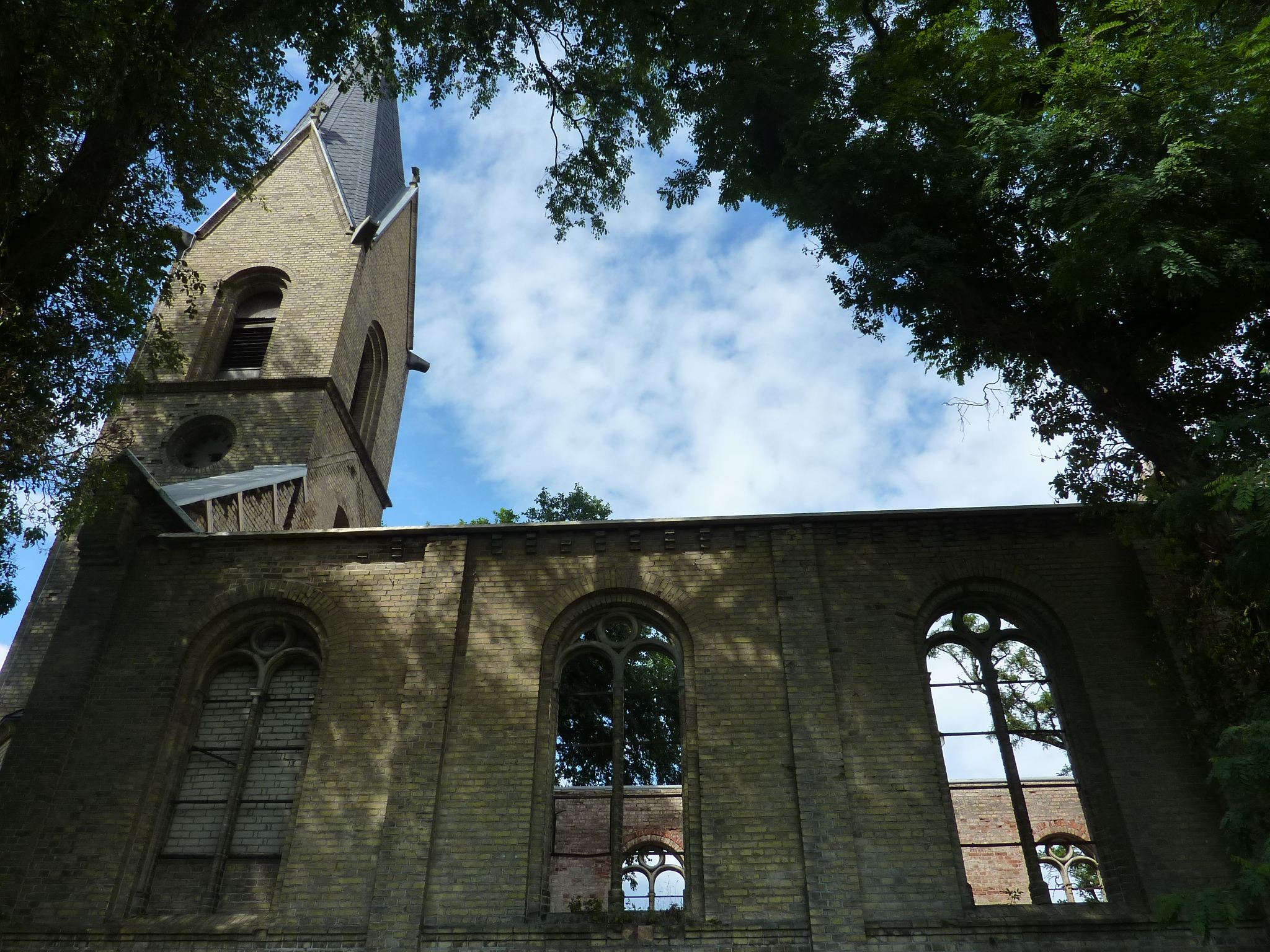
Blick zum Turm

Die Dorfkirche in Altthymen, einem Ortsteil der Stadt Fürstenberg/Havel im Landkreis Oberhavel (Brandenburg), ist die Ruine einer früheren evangelisch-lutherischen Pfarrkirche.

## Beschreibung
Die Altthymer Dorfkirche wurde 1872 nach Plänen des Strelitzer Hofbaumeisters Friedrich Wilhelm Buttel in neubyzantinischen Formen errichtet. Sie besteht als Dreigliederungskirche aus Halbkreisapsis, Langhaus und schmalem Westturm.
1945 durchschlug ein sowjetischer Granatenblindgänger das Kirchendach. 1952 wurde das Langhaus nach einem Baumbruch zur Ruine. Nach Renovierungsmaßnahmen erhielten Turm und Apsis nach 2010 neue Bedachungen, des Weiteren wurden die Wände des Langhauses gesichert.
Die Kirche ist heute Eigentum der Kommune. Jedoch werden noch gelegentlich Gottesdienste in einem Raum innerhalb des Langhauses abgehalten, der dort Anfang der 1960er Jahre eingebaut worden ist. Altthymen gehört zur evangelisch-lutherischen Kirchengemeinde Fürstenberg/Havel, die wegen der historischen Zugehörigkeit zu Strelitz Bestandteil des lutherischen Kirchenkreises Mecklenburg ist. Daher gehört der Ort zu keinem brandenburgischen Kirchenkreis. Die Kirche gehörte bis 1970 zum Kirchenkreis Templin der Evangelischen Kirche in Berlin-Brandenburg.